# Lluís d'Ossó i Serra

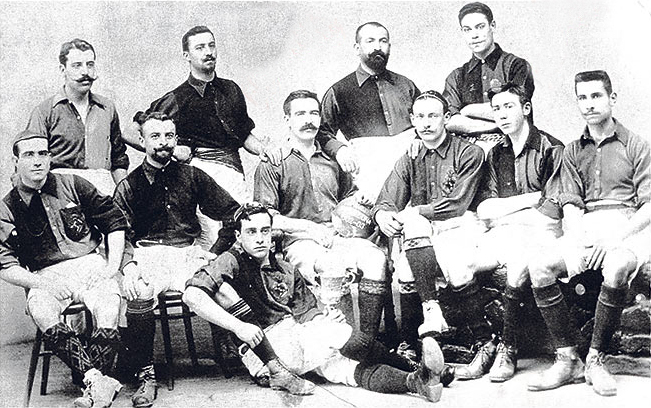
El Barça de 1903, campió de la Copa Barcelona. Dempeus: Llobet, Terradas, Reig i Vidal. Asseguts: Lluís d'Ossó, Steinberg, Meyer, Witty, Gamper, Harris i Lassaleta.

Lluís d'Ossó i Serra   (Barcelona, 17 d'octubre de 1876 - Barcelona, 1 de febrer de 1931) fou un futbolista i dirigent esportiu català.

## Biografia
Fill de Jaume d'Ossó i Cervelló (†1885), natural de Vinebre, i de Teresa Serra i Sandiumenge, de Barcelona. Era nebot d'Enric d'Ossó i Cervelló.
Pioner del futbol català, fou un dels fundadors del FC Barcelona. Disputà el primer partit del club i fou primer secretari de l'entitat (1899-1901) i directiu (1903-05). Amic personal de Joan Gamper, també fou un dels primers mecenes del Barcelona. Jugà fins al 1905 un total de 55 partits en els quals marcà 45 gols. La seva posició al camp era la d'interior.
Una de les teories sobre l'origen de l'escut del Barça explica que en una reunió de la junta directiva per decidir l'escut de l'entitat, era tan gran el rebombori que Lluís d'Ossó exclamà Això és una olla. Segons aquesta teoria Joan Gamper dibuixà aquest estri en un paper i inserí l'escut de la ciutat i els colors del club.